# Maxi Biancucchi
Maximiliano Daniel Biancucchi Cuccittini, mais conhecido como Maxi Biancucchi, ou simplesmente Maxi (Rosário, 15 de setembro de 1984), é um ex-futebolista argentino com ascendência italiana e naturalizado paraguaio que atuava como atacante.

## Família
Maxi é filho de Marcela Cuccittini Biancucchi, e irmão de Emanuel Biancucchi.
É primo em primeiro grau de Lionel Messi. Celia María Cuccittini, mãe do craque ex-Barcelona, é irmã da mãe de Maxi, que também é a madrinha de Leo.
Maxi é casado com a paraguaia Jazmin Luraghi e tem duas filhas: Valentina, que nasceu no México e Vittoria que é brasileira nasceu no Hospital Espanhol na cidade de Salvador.

## Carreira

### Início
No início de carreira, Maxi passou pelas categorias de base do Tiro Suizo, da Argentina,  e em seguida foi para o San Lorenzo, Em 2002, deixou seu país natal e partiu para o futebol do Paraguai para defender o Libertad, clube que o profissionalizou. Em seguida, foi repassado ao  General Caballero e depois para o Tacuary também vestiu a camisa do Fernando de la Mora, Em 2007 obteve maior destaque ao sagrar-se campeão com o Sportivo Luqueño.

### Flamengo
Quando chegou ao Flamengo, em meados de 2007, Maxi era conhecido no Brasil apenas como "o primo de Lionel Messi", craque do Barcelona e da Seleção Argentina. Sua contratação, de início, gerou polêmica e foi motivo de ironia, por grande parte da imprensa esportiva brasileira. Todavia, a diretoria rubro-negra tinha o respaldo de Valdir Espinosa, que havia recomendado o jogador.
A desconfiança, porém, somente começou a se dissipar após um Fla-Flu realizado no dia 16 de agosto, válido pela 11ª rodada do Brasileirão de 2007, quando Maxi fez o único gol do jogo, que garantiu a vitória rubro-negra. Naquele momento, logo em sua terceira partida pelo Flamengo, Maxi passou a ser o novo "queridinho" da torcida, sendo considerado por muitos o craque do time naquele ano.
No entanto, a boa fase inicial não se manteve e, com isso, em princípios de 2008, Maxi não voltou a ter vez entre os titulares. No decorrer do ano, porém, com a saída de vários atacantes do clube, Maxi tornou a ser utilizado em alguns jogos naquele ano.
A chance de voltar a brilhar se tornou mais remota para Maxi, em 2009, quando ele perdeu de vez seu espaço no time.

### Cruz Azul e Olimpia
Ao término do ano, Maxi rescindiu seu contrato com o Flamengo, e em 2010, acertou sua transferência para o Cruz Azul, do México.
Sem grande êxito no clube mexicano, em dezembro do mesmo ano, durante coletiva de imprensa, o diretor esportivo do Cruz Azul, Alberto Quintano, anunciou a dispensa de vários jogadores do time, e Maxi acabou sendo um destes dispensados. Biancucchi foi então emprestado ao Olimpia, do Paraguai, onde permaneceu até o final de 2012.

### Vitória
No dia 15 de janeiro de 2013, acertou seu retorno ao futebol brasileiro para atuar pelo Vitória. No rubro-negro baiano, o argentino rapidamente adaptou-se, parecendo ter reencontrado seu bom futebol, fixando-se como um dos artilheiros da equipe no ano, mesmo sem atuar como uma referência no ataque.
Seu primeiro momento de maior destaque atuando pelo clube veio ao marcar um belíssimo gol por cobertura na goleada por 5 a 1 sobre o arquirrival Bahia, no primeiro Ba-Vi disputado pelo argentino e que marcou a inauguração da Arena Fonte Nova. Apesar do mando de campo ser do grande rival, Maxi saiu de campo aplaudido e chegou a ter seu nome gritado nas arquibancadas. Posteriormente, após mais uma goleada sobre o rival na final do estadual (desta vez por 7 a 3), com outro gol do argentino, o Vitória conquistou o título baiano. Com atuações destacadas e belos gols, Maxi continuou em grande fase no Campeonato Brasileiro, iniciado poucos dias depois, e rapidamente consolidou-se como um dos artilheiros do torneio. Um destes seus gols foi, inclusive, eleito o mais bonito da 5ª rodada do campeonato. Venceu a eleição novamente na 7ª rodada, desta vez com um gol marcado contra o São Paulo. Acostumado a marcar gols bonitos em sua passagem pelo Vitória, Maxi voltou a ter um de seus gol eleito como o mais bonito do rodada, dessa vez contra o seu ex-clube, o Flamengo, na vitória de 4 x 2, no Barradão, pela 37ª rodada do Brasileirão.
No final de 2013, já consagrado como ídolo da torcida, Maxi não renovou contrato com o Vitória, depois de várias negociações com o clube. Logo depois, por meio do Twitter, o jogador revelou a vontade de ter continuado.

### Bahia
No dia 9 de Janeiro de 2014, o atacante foi anunciado oficialmente como novo atacante no Bahia, juntamente com seu irmão Emanuel Biancucchi.  Foi apresentado em 13 de janeiro pelo Tricolor e recebeu a camisa de número 7. Fez sua estreia no dia 25 de janeiro contra o Vitória da Conquista pela Copa do Nordeste. No dia 30 de abril Maxi faz seu primeiro gol pelo tricolor depois de um jejum de 12 jogos pelo Bahia, Biancucchi balança as redes em uma cobrança de pênalti contra o Vila Nova marcando o segundo gol da partida que terminaria 2 x 0 para Bahia pelo jogo de volta da Copa do Brasil na Arena Fonte Nova, saindo muito aplaudido pela torcida tricolor. No dia 2 de maio Maxi fez seu segundo gol pelo Bahia, que deu a vitória ao Tricolor da Boa Terra contra o Botafogo por 1 x 0, partida valida pela terceira rodada no Brasileirão. Depois de quatro meses Biancucchi volta a marca contra o Figueirense a partida terminou 3 x 0 para o Bahia, no jogo seguinte Maxi volta a marca e o Tricolor vence o Botafogo de virada no Estádio do Maracanã por 3 a 2 e espantado a má fase de vez. No dia 18 de fevereiro de 2015 Maxi marca os dois gols do tricolor contra o Globo Futebol Clube no Estádio Barretão por 2 x 1 de virada pelo Campeonato do Nordeste. Marcou de novo no empate de 1 x 1 no clássico Ba-Vi no Barradão, o gol de empate no segundo tempo.
| “ | "Foi um gol especial. Eu estava devendo ao torcedor do Bahia. Sabia que teria uma chance boa durante o jogo, como acontece, e fui feliz." | ” |

No dia 22 de março de 2015, confirmando boa fase Maxi marca duas vezes na vitória do Bahia sobre Galícia pelo placar de 4 x 0, Partida valida pelo jogo de volta das quartas de final do Campeonato Baiano assim classificando o Tricolor de Aço para as semifinal.
Pela segunda rodada da Serie B, Maxi foi fundamental para o primeiro triunfo do tricolor na competição marcando o primeiro gol do jogo ainda deu duas assistências contra o time do Mogi Mirim no Estádio de Pituaçu partida que terminaria 4 x 1, sendo escolhe pela critica o melhor da partida, assim Biancucchi chega a 10 gols na temporada e 5 assistências.
No dia 13 de junho, Maxi marca o centésimo gol do Bahia na Arena Fonte Nova, na vitória do tricolor por 1 x 0 sobre Ceará partida valida pela sétima rodada do Brasileirão Série B.
No dia 18 de abril de 2016, Maxi rescinde seu contrato com o Tricolor. Estava treinando separado há 4 meses.

### Olimpia
Após reincidir com o Bahia e ficar um bom tempo sem clube, o argentino Maxi Biancucchi já tem uma nova equipe. Trata-se do Olimpia do Paraguai, onde o atacante assinou um contrato de um ano para defender o clube decano.

### Ceará
Em janeiro de 2017, Maxi foi anunciado como novo reforço do Ceará, contrato válido por uma temporada.
No dia 19 de maio de 2017, Maxi rescindiu o contrato com o Ceará, sem espaço e com proposta do futebol paraguaio, Maxi decidiu sair da equipe alvinegra.

### Aposentadoria
No dia  23 de dezembro de 2019, Maxi faz anúncio em sua rede social oficializando sua aposentadoria "Anuncio oficialmente minha aposentadoria do futebol profissional. Agradeço a todos os clubes onde joguei. Sem dúvidas, me ajudaram a evoluir não apenas como atleta, mas também enquanto pessoa"., escreveu Maxi em sua rede social.

## Títulos
Sportivo Luqueño
- Campeonato Paraguaioː Apertura 2007

Flamengo
- Campeonato Cariocaː 2008 e 2009
- Taça Guanabaraː 2008
- Taça Rioː 2009
- Campeonato Brasileiroː 2009

Olimpia
- Campeonato Paraguaioː Clausura 2011

Vitória
- Campeonato Baianoː 2013

Bahia
- Campeonato Baianoː 2014, 2015

Ceará
- Campeonato Cearenseː 2017

## Prêmios individuais
- Seleção do Campeonato Baiano: 2013
- Seleção do Campeonato Baiano: 2015